# Choreia inepta
Choreia inepta är en stekelart som först beskrevs av Johan Wilhelm Dalman 1820.  Choreia inepta ingår i släktet Choreia och familjen sköldlussteklar. Arten är reproducerande i Sverige. Inga underarter finns listade i Catalogue of Life.